# Бхаскара II
Бха́скара (1114—1185, обычно называемый Бхаскарой II, чтобы отличить его от другого индийского учёного Бхаскары I) — крупнейший индийский математик и астроном XII века. Возглавлял астрономическую обсерваторию в Удджайне.
Бхаскара написал трактат «Сиддханта-широмани» («Венец учения»), состоящий из четырёх частей: «Лилавати» посвящена арифметике, «Биждаганита» — алгебре, «Голадхайя» — сферике, «Гранхаганита» — теории планетных движений.
Бхаскара получал отрицательные корни уравнений, хотя и сомневался в их значимости.
Книга «Лилавати» в странах Азии была образцом учебника по технике вычислений. В 1816 году она была напечатана в Калькутте и с тех пор неоднократно переиздавалась в качестве учебника математики.

Вечный двигатель с небольшими косо закреплёнными сосудами, частично наполненными ртутью

Ему принадлежит один из самых ранних проектов вечного двигателя. Бхаскара в своем стихотворении, датируемом примерно 1150 годом, описывает некое колесо с прикрепленными наискось по ободу длинными, узкими сосудами, наполовину заполненными ртутью. Принцип действия этого первого механического перпетуум мобиле был основан на различии моментов сил тяжести, создаваемых жидкостью, перемещавшейся в сосудах, помещенных на окружности колеса.

### Сочинения
- Bhaskara II, Siddhanta-siromani, English transl. by B. Sastri and L. Wilkinson. Calcutta, 1861.

### Исследования
- Ван дер Варден Б. Л. Уравнение Пелля в математике греков и индийцев. Успехи математических наук, 31, вып. 5(191), 1976, с. 57-70.
- Володарский А. И. Очерки истории средневековой индийской математики. М.: Наука, 1977.
- Patwardhan K. S., Naimpally S. A., Singh S. L. Lilavati of Bhaskaracarya. Delhi, 2001.
- Sarasvati Amma T. A. Geometry in ancient and medieval India. Delhi: Motilal Banarsidass, 1979.
- Д. Я. Стройк. Краткий очерк истории математики. М. «Наука», 1984